# Miroslav Jaškovský

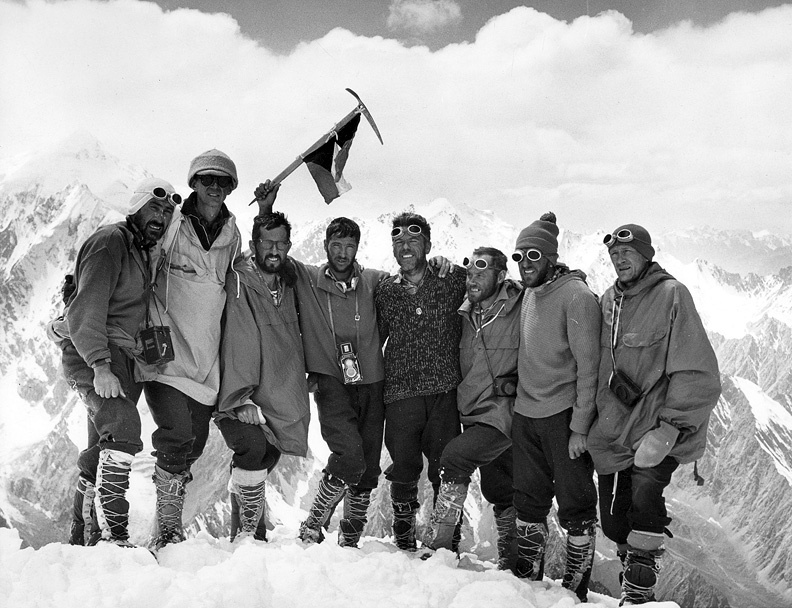
Hindúkuš, první československá horolezecká expedice, 1965, foto Vilém Heckel

Miroslav Jaškovský (2. června 1926 Trojanovice – 15. listopadu 2007) byl československý horolezec a zasloužilý mistr sportu, mimo jiné se účastnil prvních čs. horolezeckých expedic v Kavkazu, Hindúkuši a Himálaji.

## Výstupy a ocenění
- 1957–1963 reprezentant Československa
- 1964 mistr sportu
- 1965 zasloužilý mistr sportu
- ve velehorách uskutečnil téměř 600 výstupů

### Kavkaz
- 1959 Štít svobodného Španělska
- 1959 Ušba
- 1961 Štít Germogenova
- 1961 Ullukara
- 1961 Džantugan
- 1961 Donguzorun
- 1962 Ullutau
- 1962 Mižirgi
- 1962 Džangitau

### Hindúkuš
- 1965 I. československá expedice do Hindúkuše, 12 výstupů, prvovýstupy na Kohe Ariana, Kohe Barfy, Kohe IAMES, Kohe Quala Panja
- 1967 II. československá expedice do Hindúkuše, Dir Zom, Tirič Mír

### Himálaj
- 1969 I. československá expedice na Nanga Parbat (8 125 m n. m.), člen neúspěšné expedice, dosažená výška 6 690 m n. m. – IV. tábor
- 1971 II. československá expedice na Nanga Parbat, člen úspěšné expedice, vrchol dosáhli 11.7. Michal Orolín a Ivan Fiala - 1. československá osmitisícovka, dosažená výška 6 690 m n. m. (IV. tábor) a 6 950 m n. m. (severní žebro Rakiotského štítu)